# Äripäev
Äripäev är en estnisk näringslivsinriktad dagstidning.
Den grundades 1989 av Bonnier som en estnisk motsvarighet till svenska Dagens industri. Efter att inledningsvis ha varit en veckotidning blev den efter några år en tredagarstidning och sedan en femdagarstidning.